# Biostatistik
 Denne artikel bør gennemlæses af en person med fagkendskab for at sikre den faglige korrekthed.
    Biometri er næppe synonym

Biostatistik er en videnskab, som arbejder med levende organismer, blandt andet indenfor flora, zoologi og antropologi, for at udføre matematiske og statistiske undersøgelser og identifikationer. Biostatistik kaldes også biometri.